# Rayon Sports Football Club
Il Rayon Sports Football Club, meglio noto come Rayon Sports, è una società calcistica ruandese con sede nella città di Nyanza.

## Storia
Il club è stato fondato nel maggio 1968 nella città di Nyanza, ma si trasferì nella capitale, a Kigali, nel 1986, per poi ritornare alla sede originale nel 2012 a seguito di un accordo con le autorità del Distretto di Nyanza. Nel 2012, il club ha assorbito il Nyanza F.C., che era retrocesso nella seconda divisione nazionale al termine della stagione 2011-2012.

## Palmarès

### Competizioni nazionali
- Campionato ruandese:  8

1975, 1981, 1997, 1998, 2002, 2004, 2013, 2018-2019

### Competizioni internazionali
- Coppa Kagame Inter-Club: 1

1998

### Altri piazzamenti
- Campionato ruandese:

Secondo posto: 2013-2014, 2015-2016
Terzo posto: 2017-2018
- Coppa del Ruanda:

Finalista: 2018
- Coppa Kagame Inter-Club:

Semifinalista: 2013

## Rose delle stagioni precedenti
- 2011-2012